# Goerodes darfurensis
Goerodes darfurensis är en nattsländeart som beskrevs av Martin E. Mosely 1939. Goerodes darfurensis ingår i släktet Goerodes och familjen kantrörsnattsländor. Inga underarter finns listade i Catalogue of Life.